# Kostel Zvěstování Panny Marie (Zaječov)
Kostel Zvěstování Panny Marie je barokní kostel v obci Zaječov, součást augustiniánského kláštera Svatá Dobrotivá. 

## Historie
Na místě kostela stála pravděpodobně gotická bazilika téhož zasvěcení. Spolu s klášterem byla zpustošena za husitských válek. Kostel byl obnoven po roce 1496, zpustl po odchodu mnichů v roce 1552 a dále v roce 1620. Opraven byl v roce 1641, v roce 1682 byl pak zčásti zbořen a barokně přestavěn. Stavbu vedl Giovanni Domenico Canevalle, po něm pravděpodobně jeho syn Giovanni Antonio. Další přestavba proběhla v letech 1713–19, roku 1752 byla upravena střecha. Dnešní podobu má kostel přibližně od roku 1830.

## Popis
Jedná se o barokní trojlodní kostel s trojboce ukončeným presbytářem a mansardovou střechou. Západní průčelí je ukončené římsou a barokním štítem, goticky zalomený portál pochází z doby kolem roku 1500. Boční lodi jsou od hlavní lodi odděleny pilíři s tribunami, lodi i presbytář jsou sklenuty valenými klenbami s lunetami.
V chrámu jsou uloženy ostatky sv. Benigny (Dobrotivé). Na podstavcích u triumfálního oblouku stojí gotická soška sv. Dobrotivé z doby kolem roku 1327 a pozdně gotická soška Panny Marie. Hlavní oltář je barokní, s obrazem Adorace Madony od Jana Petra Molitora z roku 1745. V kostele jsou též původní varhany z roku 1727, na které hrál i Antonín Dvořák při jedné ze svých zdejších návštěv.

## Galerie

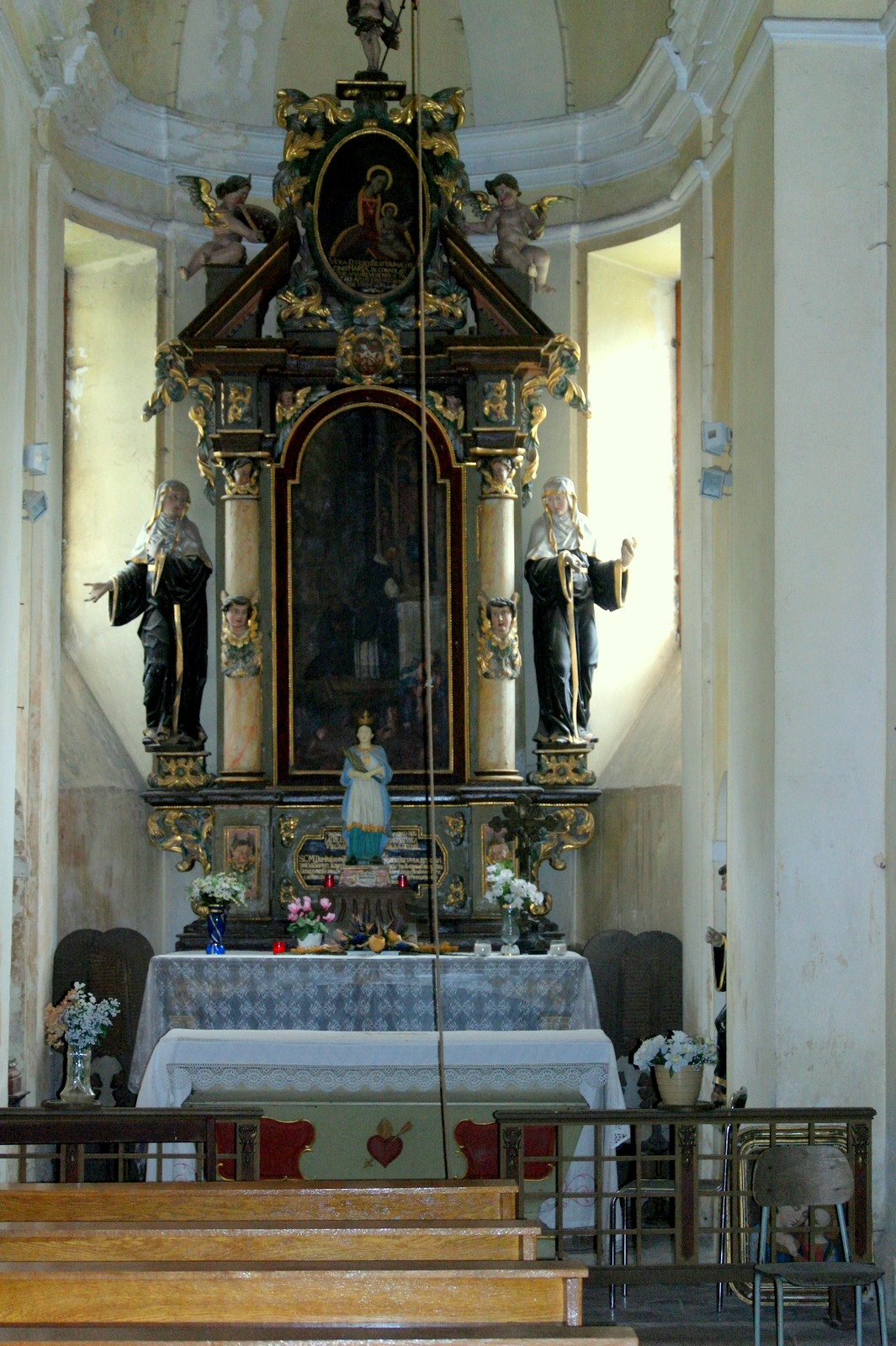
Pohled na oltář
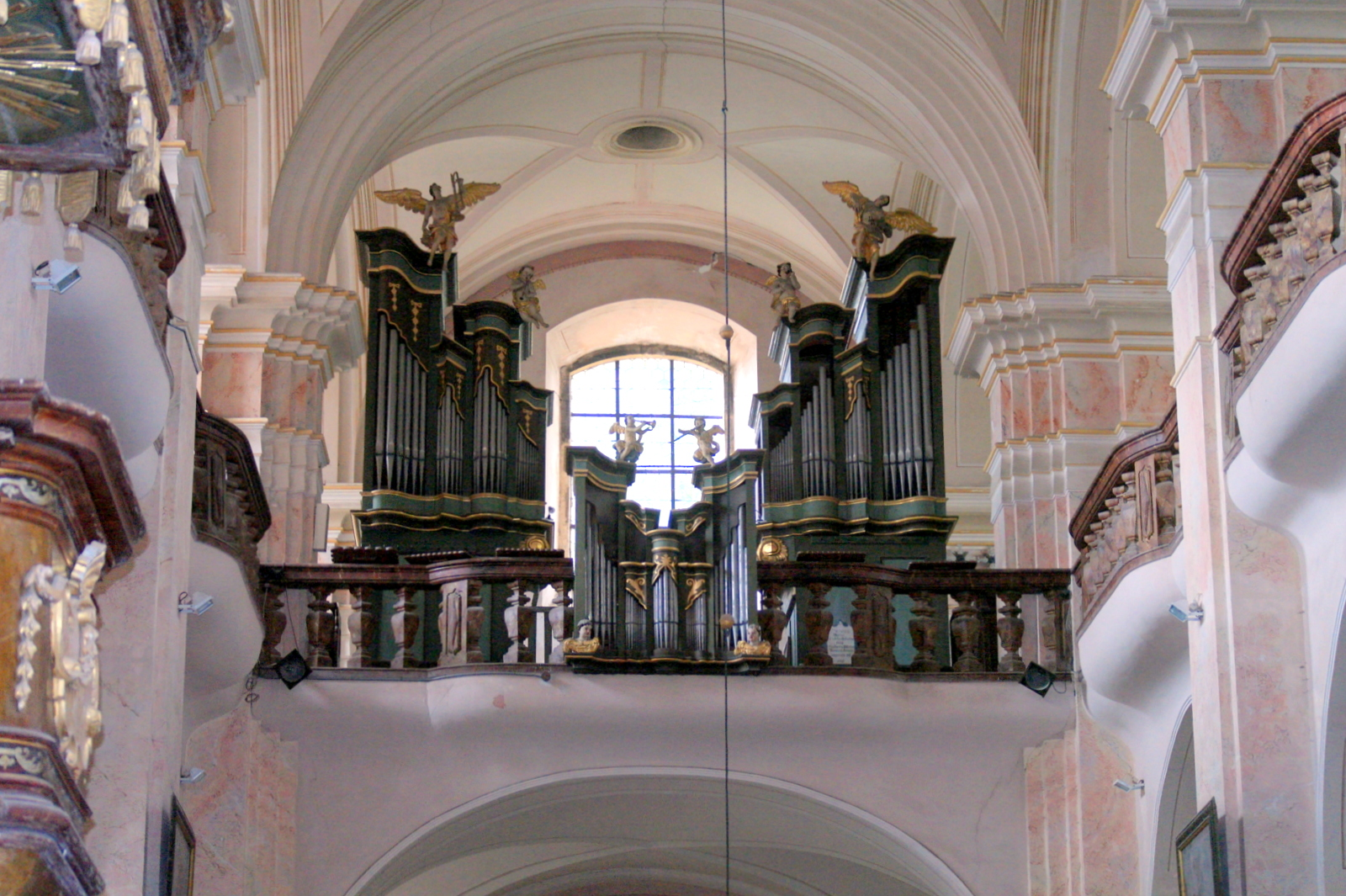
Varhany
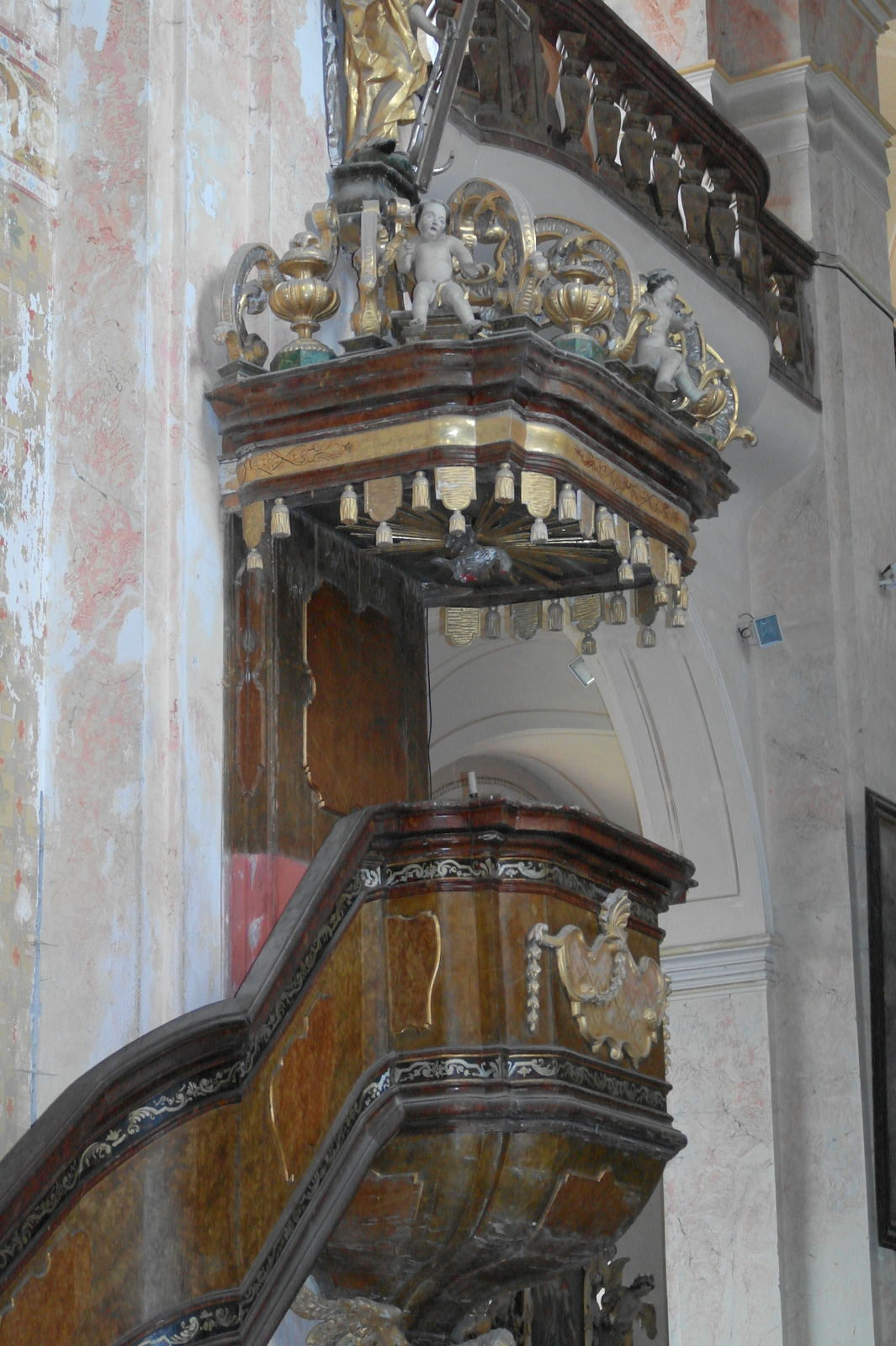
Kazatelna
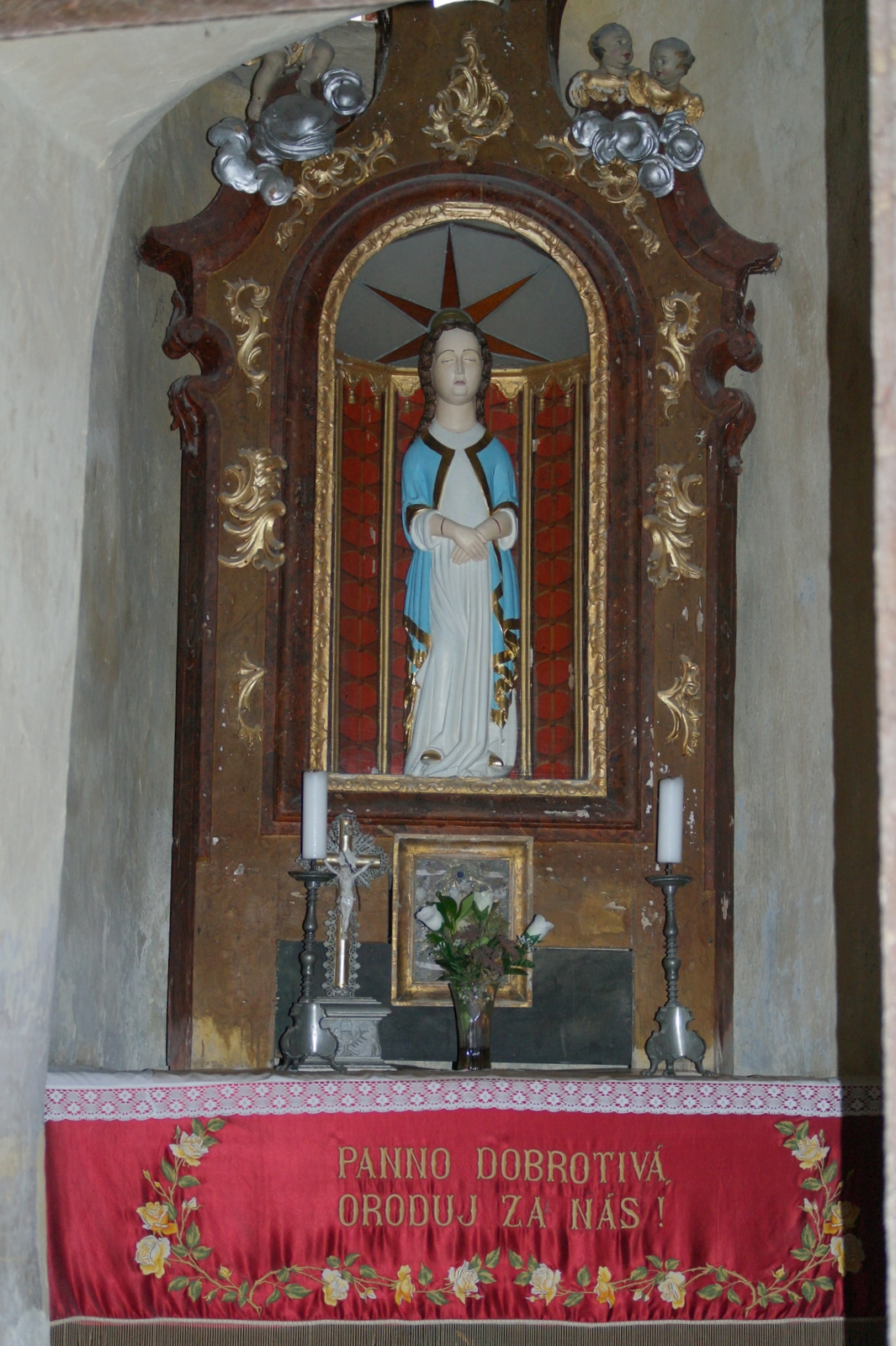
Mariánský boční oltář
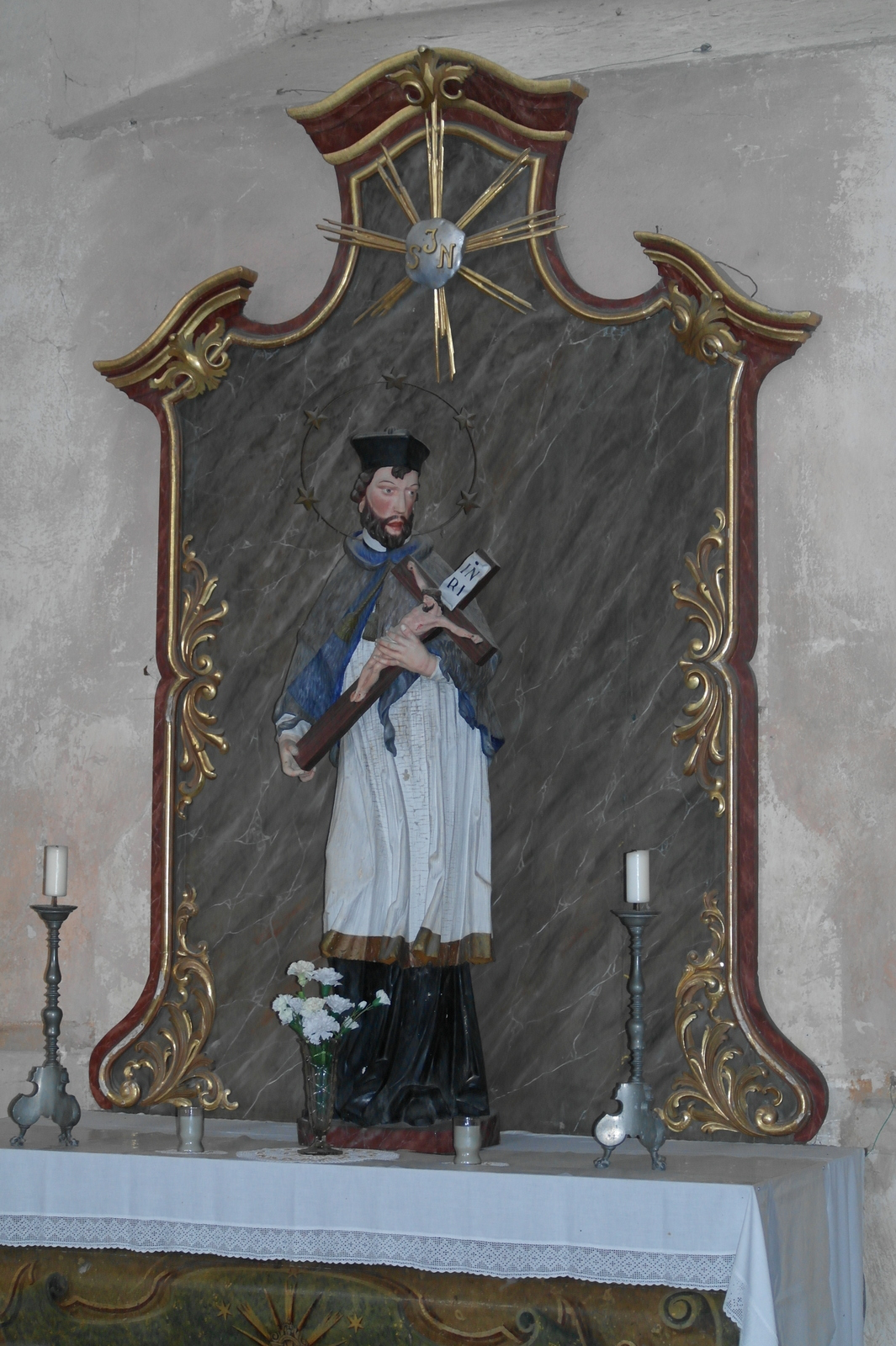
Boční oltář sv. Jana Nepomuckého
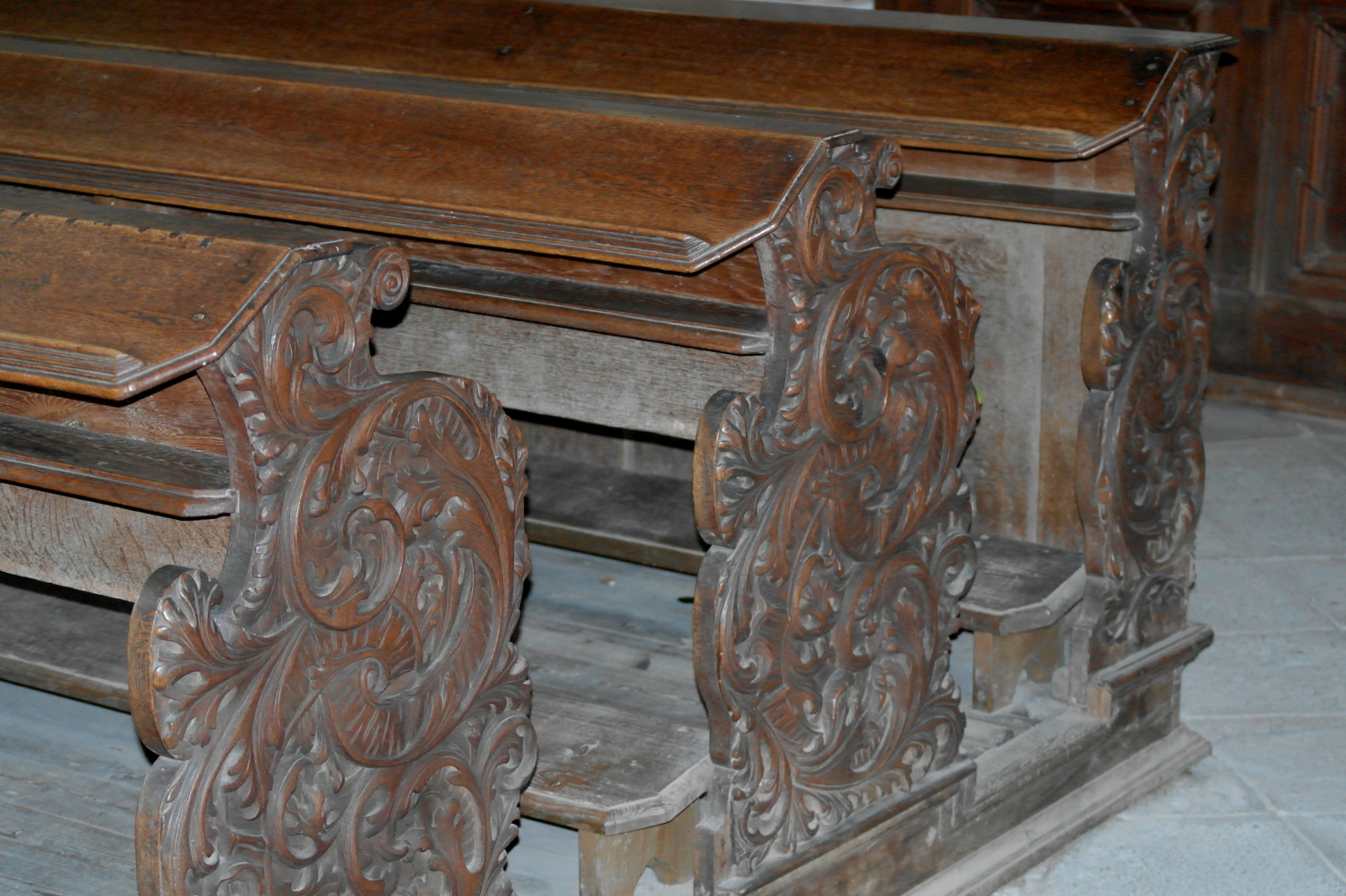
Detail lavic
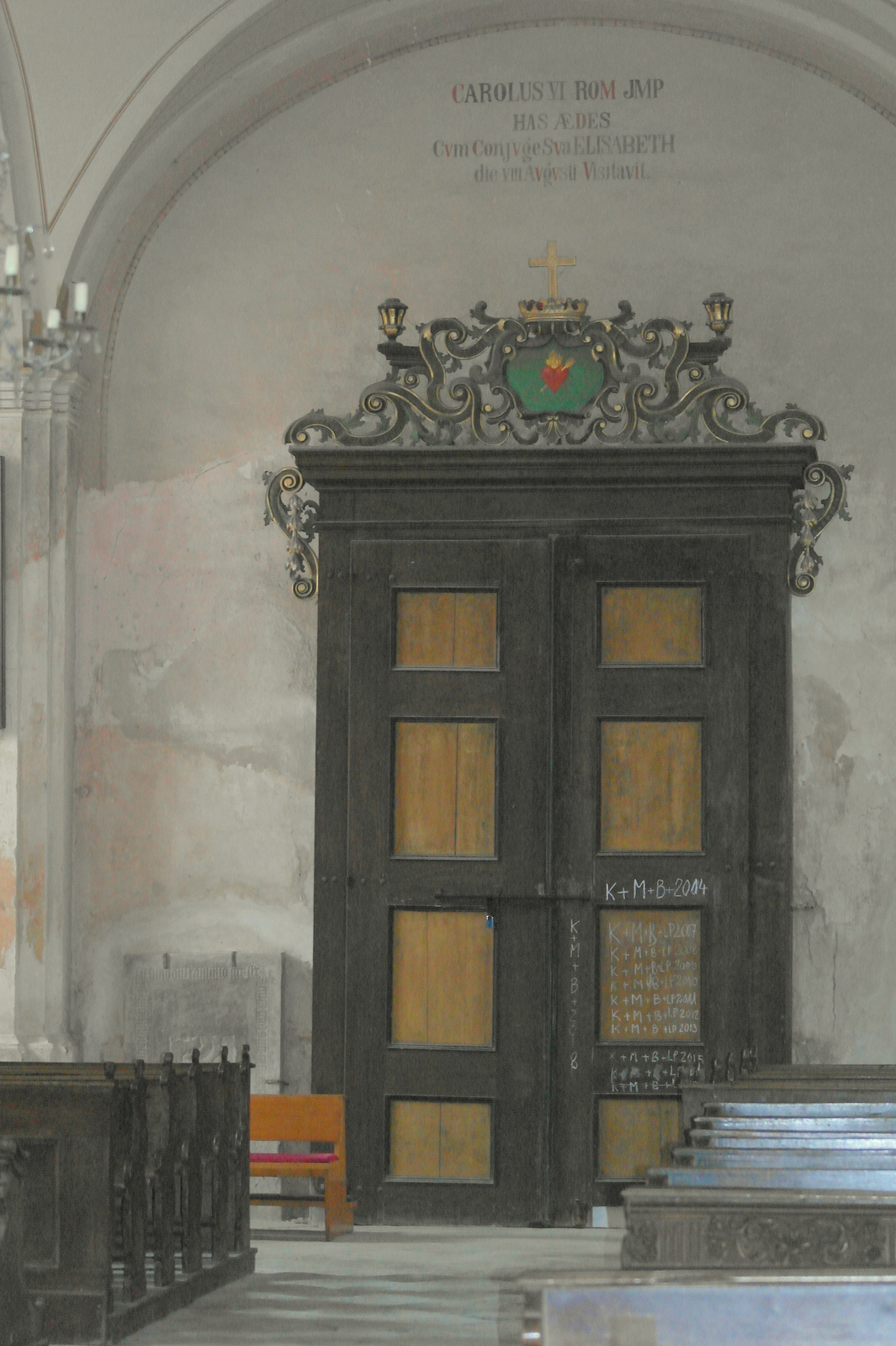
Vchod
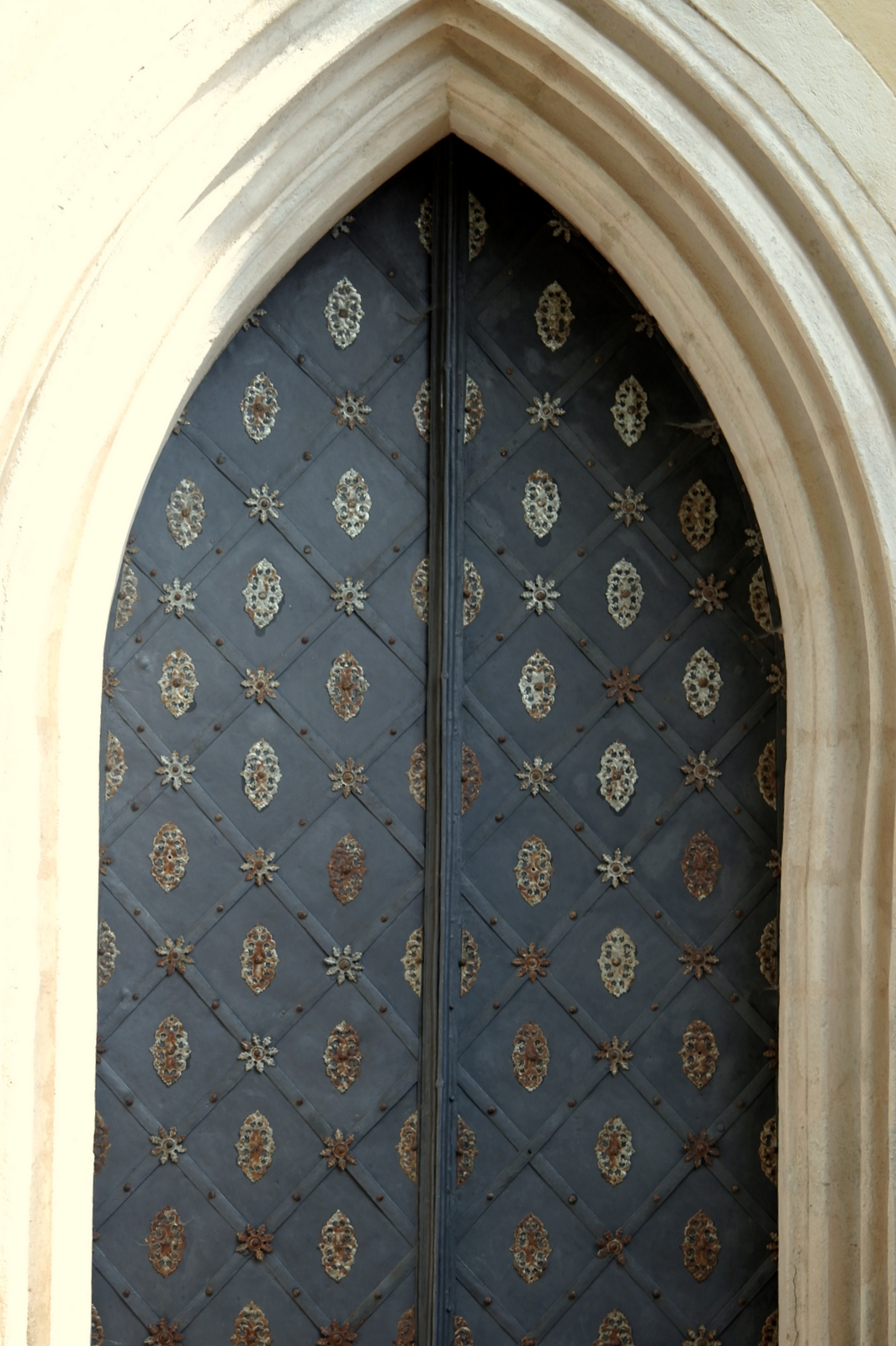
Vchod
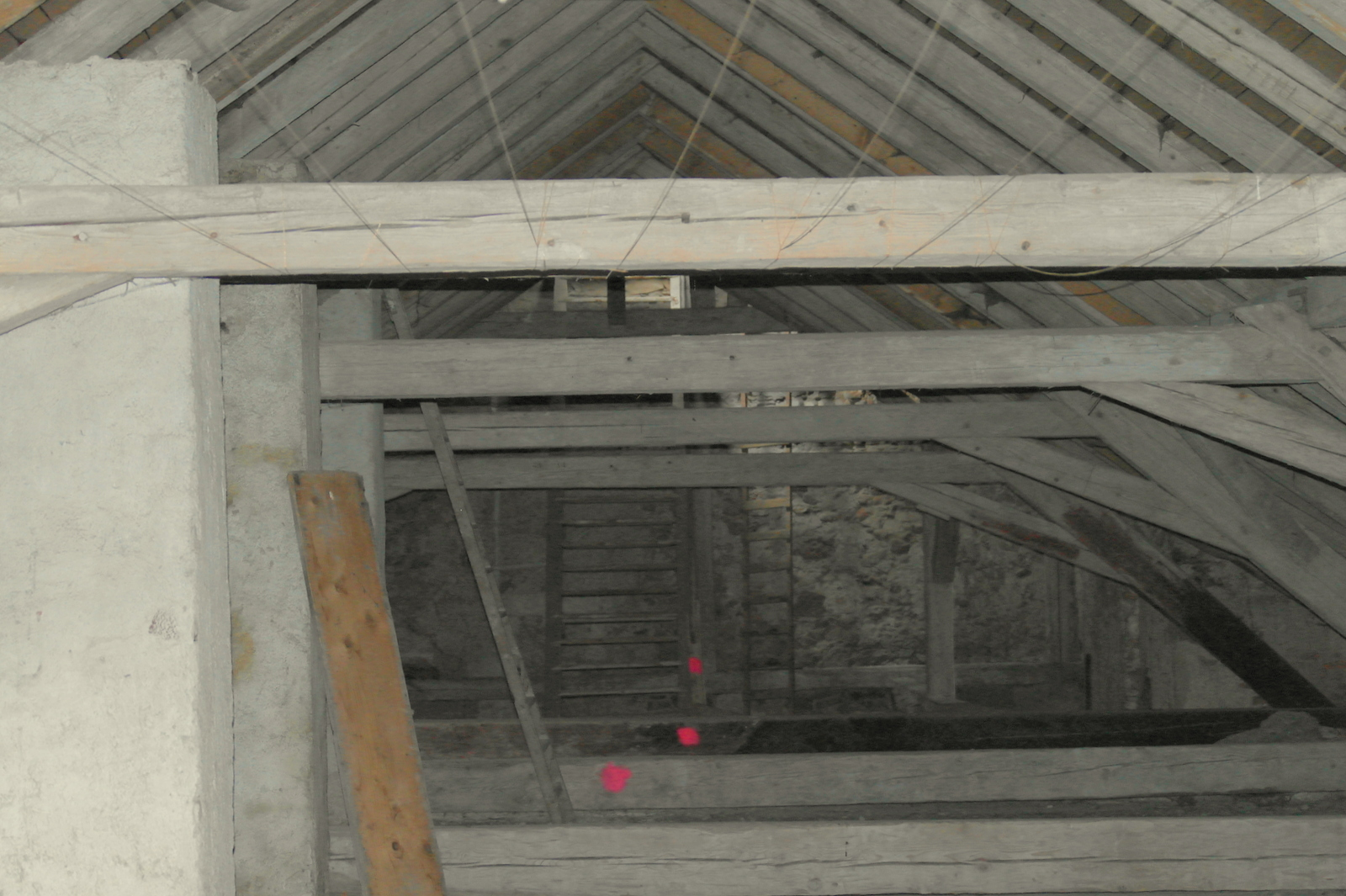
Krov
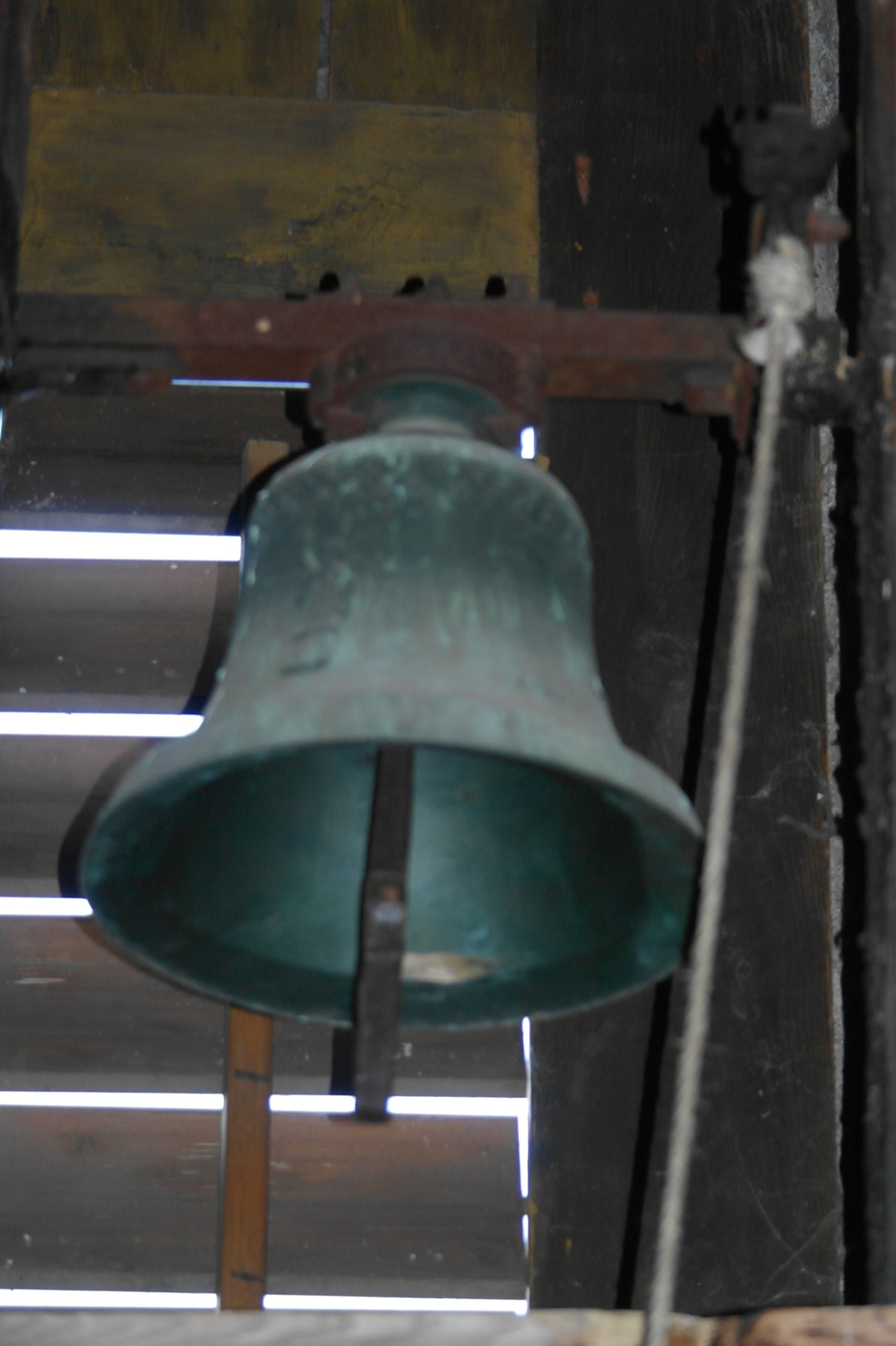
Zvon
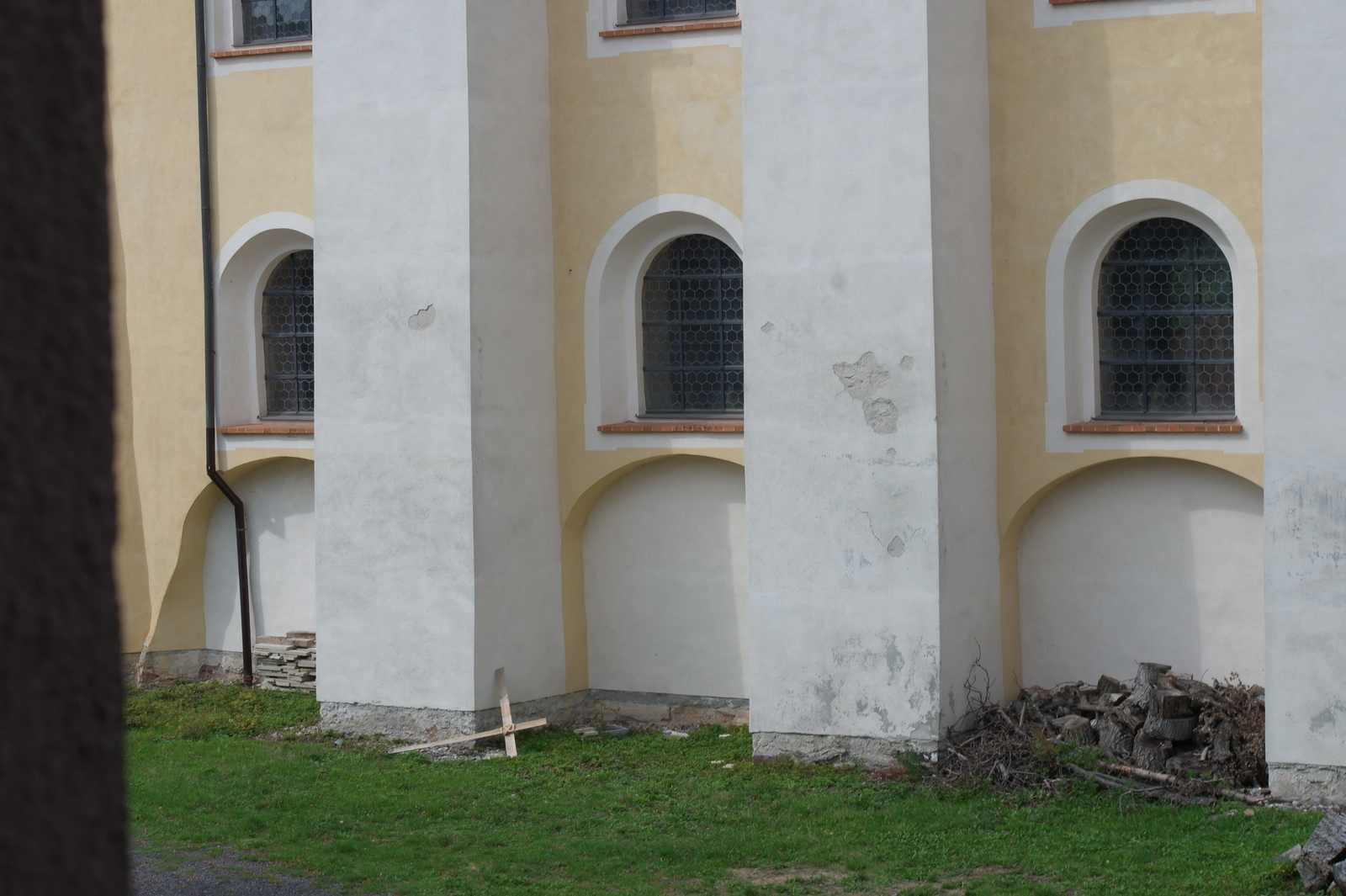
Detail zdiva
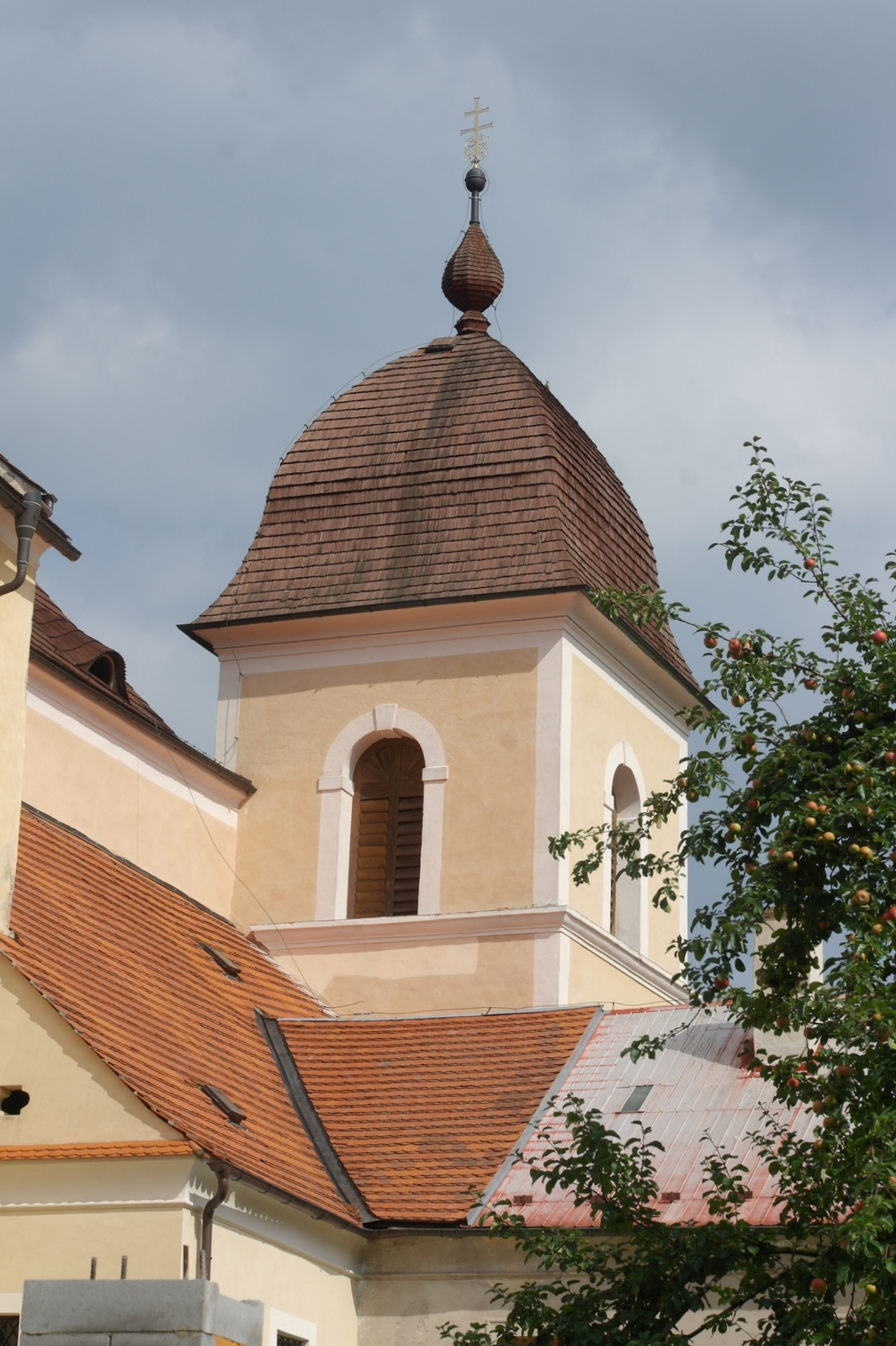
Věž